# Katholieke Actie
De Katholieke Actie (KA) was een door paus Pius XI geïnitieerde katholieke lekenbeweging die de secularisering van de samenleving moest tegengaan. Concreet betekende dit vooral een intensivering van het georganiseerde geloofsleven en een centralisatie van katholieke sociale organisaties. Deze internationale beweging kwam vooral tot uiting in landen met een anti-klerikale regering zoals Spanje, Italië, Beieren, Frankrijk, België en Nederland.

## Algemeen
In 1905 werd de term “katholieke actie” voor het eerst gebruikt in de encycliek Il Fermo Proposito van paus Pius X (1903-1914). Hij duidde ermee op het geheel van katholieke organisaties die aangepast aan de lokale omstandigheden opereerden. Hij zag het als hun prioriteit activiteiten te ontplooien met betrekking op het sociale vraagstuk, en verklaarde dat goede leken in aanmerking kwamen voor het leiderschap voor deze organisaties.
In 1922 werd de term opnieuw gebruikt in Ubi Arcano Dei Consilio, de eerste encycliek van Pius XI (1922-1939). Deze paus uitte hierin zijn bezorgdheid uit over de slechte situatie in de wereld na de Eerste Wereldoorlog (onder andere de zedenverwildering) en riep hij vooral de bisschoppen op het katholieke gedachtegoed te herstellen in de individuele mens, het gezin en de maatschappij, waarbij hij een speciale rol zag voor organisaties op het gebied van de verhouding tussen Kerk en gezin en de jeugd.
In aanvullende brieven aan enkele bisschoppen lichtte Pius XI zijn ideeën toe. De Katholieke Actie (nu met hoofdletters) moest een nieuwe organisatie zijn waarin gelovigen het apostolaat (geloofsverbreiding) zouden beoefenen onder leiding van de bisschoppen als aanvulling op de bestaande zielzorg. Organisaties die al (gedeeltelijk) op het gebied van de zielzorg actief waren moesten in de KA worden geïntegreerd. Deze 'klerikale centralisatie' moest worden doorgevoerd, opdat de bisschoppen “animerend, regelend en disciplinerend” konden optreden. De religieuze legitimatie voor de Katholieke Actie werd gevormd door het beeld van de Kerk als Mystiek Lichaam van Christus, waarvan iedere gelovige organisch deel uitmaakt.

## België
Hoewel de Katholieke Actie van hogerhand geen standskarakter heeft, wist Jozef Cardijn toch vooral arbeiders te verenigen in zijn Katholieke Arbeidersjeugd (erkend in 1925). In 1928 werd de Katholieke Studentenactie opgericht als vervanger van het door de bisschoppen te nationalistisch bevonden Algemeen Katholiek Vlaams Studentenverbond. In 1932 werd de Katholieke Filmliga opgericht.

## Nederland

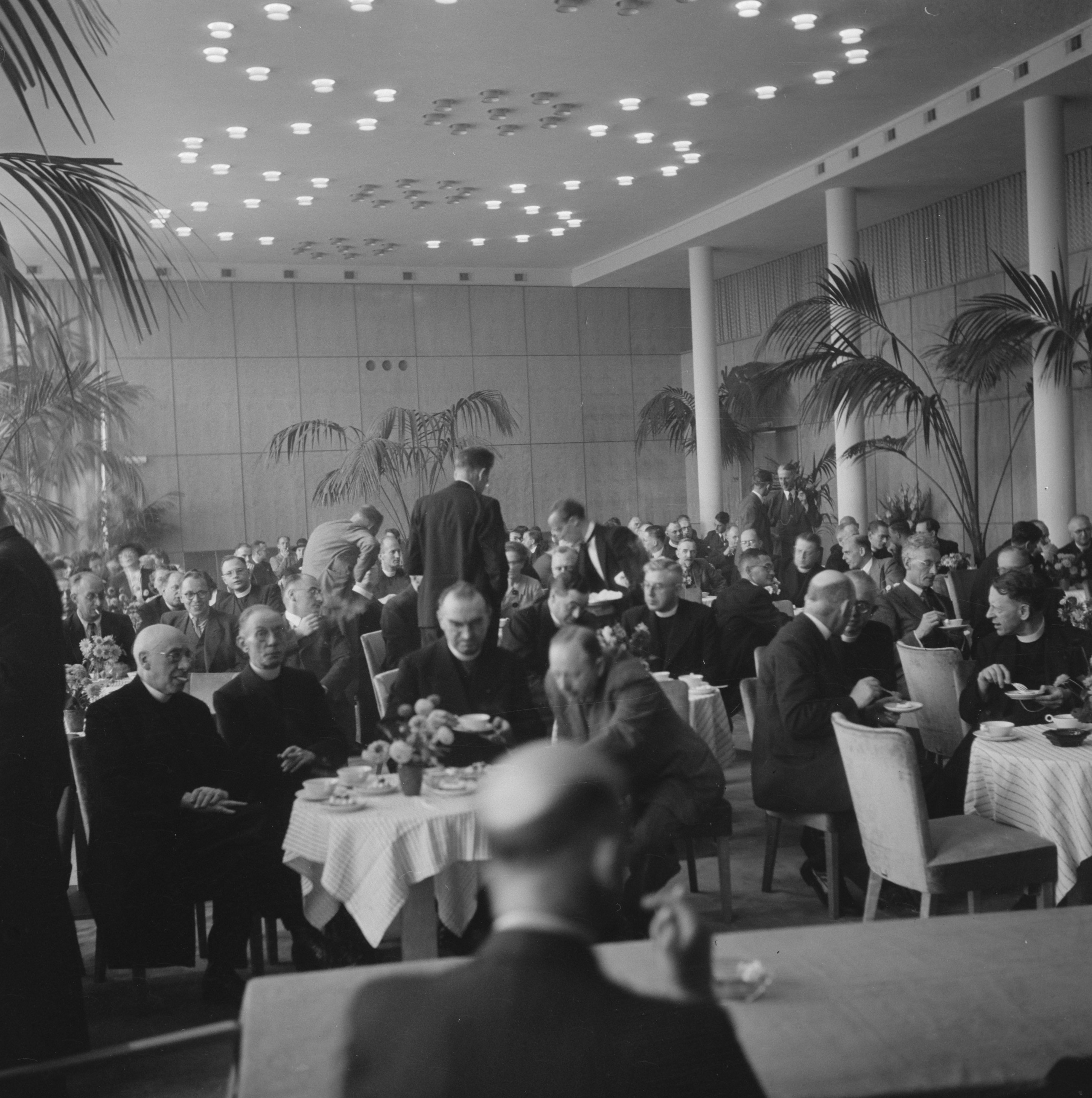
Congres van de Katholieke Actie (Utrecht, 1945)

De Katholieke Actie werd relatief laat, in 1936  en op initiatief van aartsbisschop De Jong, ingevoerd in Nederland. De organisatie kreeg in Nederland een diocesane en parochiale opzet.
De K.A. streefde op papier uitsluitend de instandhouding, uitbreiding en verdieping van het Rijk van Christus na (lekenapostolaat), maar trachtte tijdens de bezetting vooral de geesten te behoeden voor de (morele) gevaren van het nationaalsocialisme en de eigen, in 1941 en 1942, opgeheven katholieke organisaties onder K.A.-dekmantel te laten voortbestaan. Vooral degenen die in Duitsland werkten werden als kwetsbaar beschouwd. De werkwilligen moesten worden overgehaald hun werk daar op te geven. Hetzelfde gold voor de dwangarbeiders. Tijdens verlofdagen moesten ze worden aangespoord niet meer terug te keren. Dergelijke werkzaamheden bracht menig K.A.-propagandist en instructeur op het pad der illegaliteit.
Ten dienste van de zelfstandige diocesane Katholieke Acties werd in 1945 een landelijk bureau opgericht, met een landelijke leiding, bestaande uit de diocesane directeuren en voorzitters. Daarnaast kwam er een dagelijks bestuur, samengesteld uit twee geestelijken en twee leken. Orgaan van de Katholieke Actie was het tijdschrift Actio Catholica, dat werd uitgebracht door de Actie "Voor God", een vergelijkbare organisatie die ook een tijdlang met de Katholieke Actie verenigd was.
Het landelijk bureau streefde naar coördinatie van en samenwerking met het gehele katholieke organisatieleven. Het landelijk bureau van de Katholieke Actie participeerde daarom in het bestuur van het Katholiek Nederlands Persbureau (KNP), het Nationaal Katholiek Thuisfront, de Katholieke Radio Omroep (KRO) en in het Katholiek Bureau voor Maatschappelijk en Cultureel Overleg.

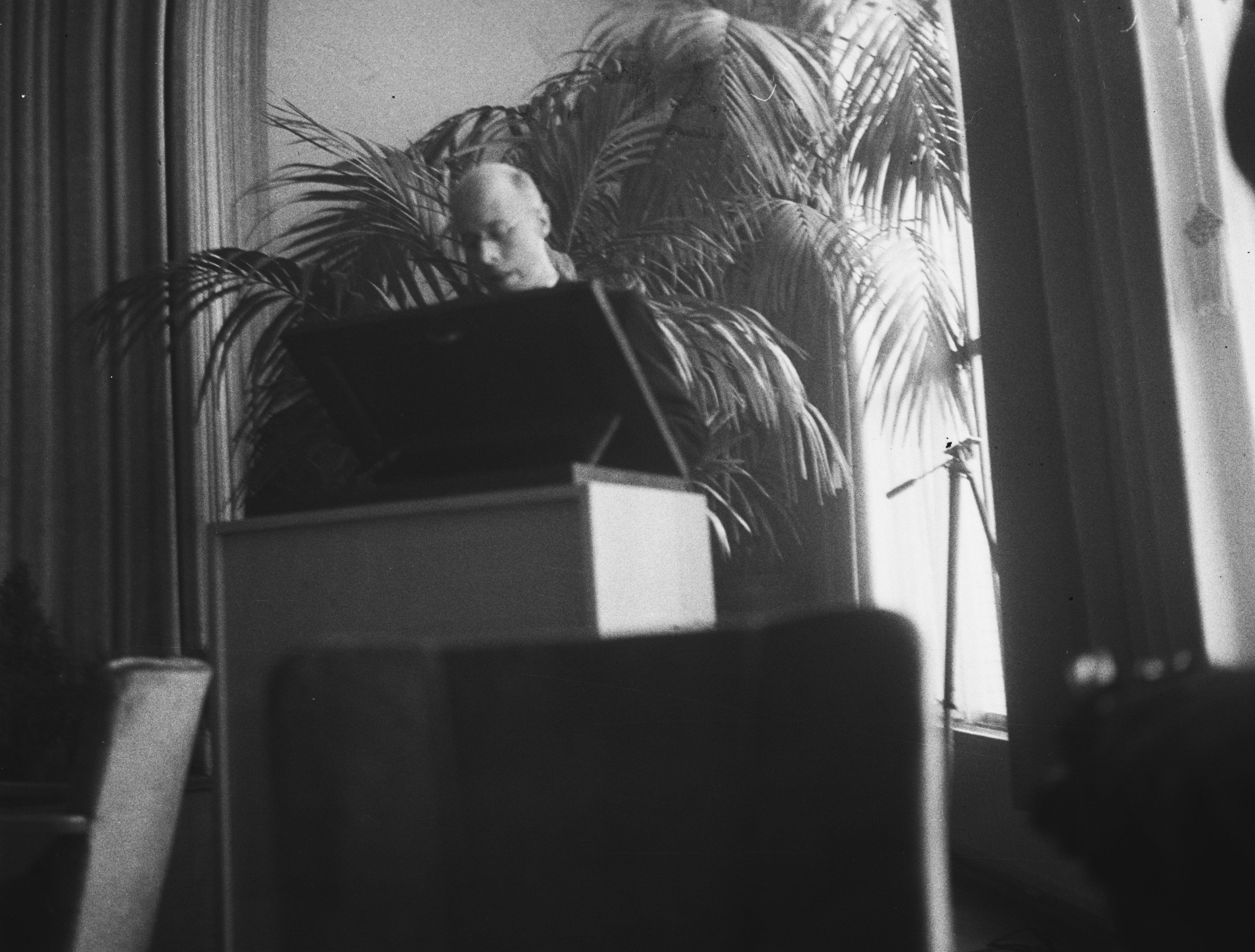
Minister Louis Beel spreekt op het Congres in Utrecht (1945)

In 1958 kreeg de Nederlandse Katholieke Actie nieuwe statuten, waarbij de diocesane organisaties in een federatie werden samengebracht en het Landelijk Centrum onderdeel werd van het bestuur van de rooms-katholieke kerkprovincie in Nederland. In de jaren 1960 ontwikkelde de Katholieke Actie zich tot een belangrijke spreekbuis voor kritiek van leken op het kerkbeleid. Eind 1966 werd de Katholieke Actie opgeheven en omgezet in het Oriëntatie- en Communicatiecentrum voor Kerk en Wereld De Horstink.
Het maandblad Actio Catholica had ondertussen plaatsgemaakt voor een nieuw, driemaandelijks tijdschrift onder de naam Ruimte. Daarin werd getracht op fenomenologische wijze de ervaringswereld van gelovigen te beschrijven, zodat uit een ontmoeting van kerk en wereld een nieuw perspectief kon ontstaan. Ruimte werd in 1964 voortgezet onder de naam Euros.